# Hoikkajärvi (sjö i Finland, Kajanaland, lat 64,92, long 28,48)
Hoikkajärvi är en sjö i Finland. Den ligger i kommunen Suomussalmi i landskapet Kajanaland, i den centrala delen av landet, 600 km norr om huvudstaden Helsingfors. Hoikkajärvi ligger 245 meter över havet. Den är 2,3 meter djup. Arean är 48,6 hektar och strandlinjen är 5,64 kilometer lång. Sjön  ingår i Uleälvens huvudavrinningsområde. 